# Тигиев, Георгий Львович
Гео́ргий Льво́вич Тиги́ев (род. 26 мая 1995, Владикавказ) — российский футболист, защитник.

## Клубная карьера

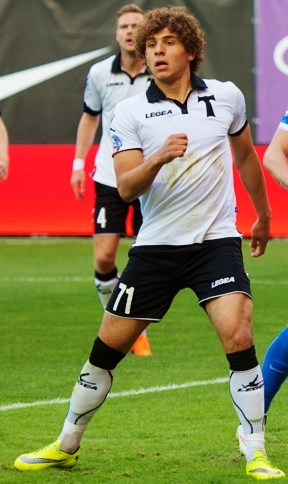
Тигиев в составе «Торпедо»

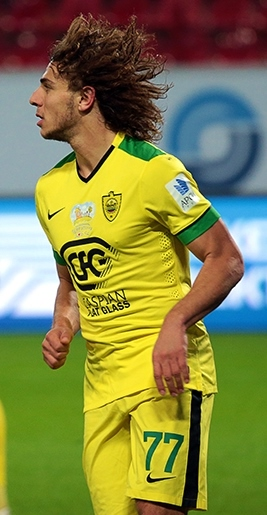
Тигиев в составе «Анжи»

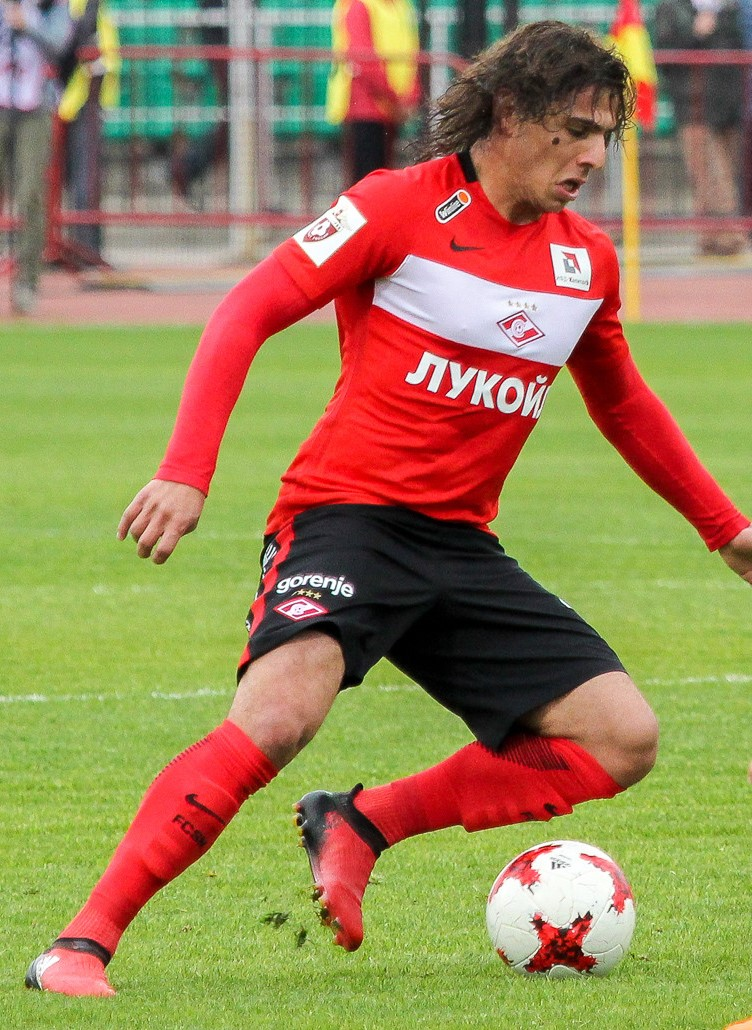
Тигиев в составе «Спартака»

Родился во Владикавказе, однако с малых лет жил в Беслане. В детстве занимался баскетболом, карате и национальными танцами. Воспитанник ФК «Беслан». Занимался в системах костромского «Динамо», «Коломяг» и краснодарской «Кубани».
В 2014 году перешёл в московское «Торпедо», за дублирующий состав провёл 13 матчей. Дебютировал за «Торпедо» 3 мая 2015 года в матче чемпионата России против казанского «Рубина», выйдя на замену на 32-й минуте вместо Александра Кацалапова.
25 июля 2015 года подписал четырёхлетний контракт с махачкалинским «Анжи». 1 августа в матче против ЦСКА дебютировал за клуб, заменив во втором тайме Георгия Зотова.
24 февраля 2017 года перешёл в московский «Спартак» на правах аренды до конца сезона с правом последующего выкупа. 3 апреля в матче против «Оренбурга» дебютировал за столичный клуб. В июне «Спартак» выкупил трансфер Тигиева за сумму отступных 1 млн евро и подписал с игроком контракт на четыре года.
31 августа 2018 года за несколько часов до закрытия трансферного окна перешёл на правах аренды в самарские «Крылья Советов», арендное соглашение рассчитано на один год. 1 октября в матче против «Рубина» он дебютировал за новую команду.
1 июня 2021 года покинул «Спартак». С 2022 года выступает в медиафутболе. Играл за такие команды, как Broke Boys, Fight Nights, «Деньги».

## Карьера в сборной
В 2015 году вызывался в молодёжную сборную России, в составе которой провёл две товарищеские встречи — против Беларуси (до 21) (3:0) и Хорватии (до 21) (4:3).
25 мая 2015 года попал в расширенный список сборной России на матчи с Австрией и Беларусью.

## Достижения
«Спартак» (Москва)
- Чемпион России — 2016/17
- Бронзовый призёр чемпионата России — 2017/18
- Обладатель Суперкубка России — 2017